# Siegfried Pichler
Siegfried Pichler (* 21. August 1952 in Saalfelden) war Präsident der Arbeiterkammer Salzburg, Vizepräsident der Bundesarbeitskammer und Landesvorsitzender des Österreichischen Gewerkschaftsbundes (ÖGB) Salzburg.

## Leben
Siegfried Pichler ist verheiratet und hat zwei erwachsene Kinder.

## Berufslaufbahn
Siegfried Pichler arbeitete neun Jahre in der Privatwirtschaft im kaufmännischen Bereich. Einer dreijährigen Lehre im Lebensmittelhandel folgten fünf Jahre als kaufmännischer Angestellter. Nach einem halben Jahr als Versicherungskaufmann holte ihn der damalige Landessekretär der Gewerkschaft der Privatangestellten (GPA) Othmar Raus in die GPA nach Salzburg. Nach Raus’ Wechsel in die Landesregierung übernahm Pichler 1984 die Führung der GPA Salzburg. Unter seiner Führung verlor die GPA Salzburg in den 90er Jahren nicht so viele Mitglieder, wie der Rest der Gewerkschaft.
Vom 1. Juli 2003 bis zum 23. März 2018 war Siegfried Pichler Präsident der Arbeiterkammer Salzburg und von 2004 bis 2017 Vorsitzender des ÖGB Salzburg. Er wurde am 16. September 2009 zum Vizepräsidenten der Bundesarbeitskammer gewählt.
2004 erreichte Siegfried Pichler als Spitzenkandidat der FSG-Fraktion bei den Arbeiterkammerwahlen 67,44 Prozent der Stimmen und konnte die Zwei-Drittel-Mehrheit 2009 auf 67,92 Prozent ausbauen. 2014 wurde Pichler mit 69,46 Prozent bestätigt.
Am 23. März 2018 verabschiedete sich Siegfried Pichler nach fast 15 Jahren an der Spitze der Arbeiterkammer in den Ruhestand. Zu seinem Nachfolger als AK-Präsident wurde an diesem Tag Peter Eder gewählt.

## Weitere Funktionen
Siegfried Pichlers Funktionärslaufbahn begann bereits mit 15 Jahren. Inspiriert durch seinen Vater, der damals ÖGB-Bezirkssekretär in Zell am See war, gründete er eine Jugendgruppe der Gewerkschaftsjugend in Saalfelden und engagierte sich auch in der Jungen Generation der SPÖ (JG) im Pinzgau. Er war lange Zeit Mitglied des Präsidiums der Salzburger Gewerkschaftsjugend, wechselte dann in die Salzburger Arbeiterkammer und war zunächst als sozialdemokratischer Kammerrat, später als Vizepräsident tätig. Zudem war er 1989/90 Abgeordneter zum Salzburger Landtag. Von 2009 bis 2013 war Siegfried Pichler auch Vorsitzender des Aufsichtsrates der GSWB (Gemeinnützige Salzburger Wohnbaugesellschaft).